# キバレ県

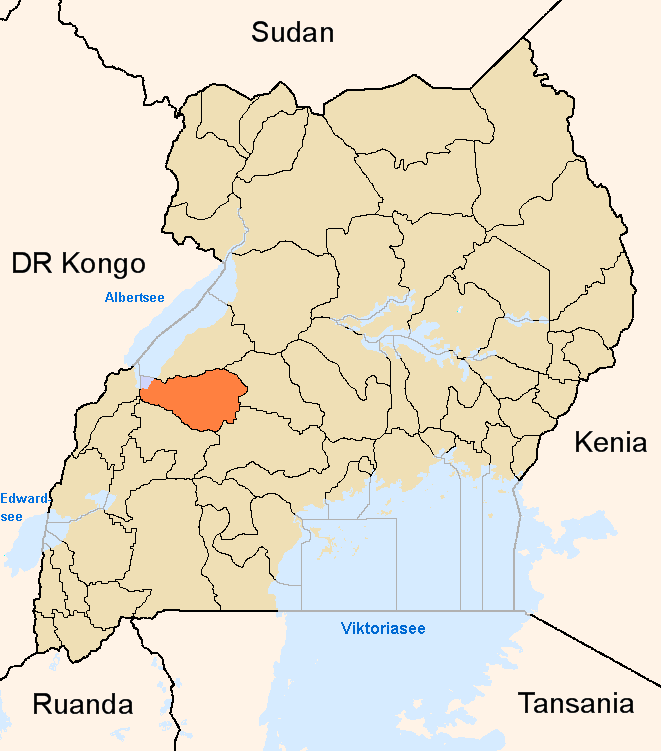
キバレ県と2001年から2005年の県境

キバレ県 (キバレけん、Kibaale 或は Kibale District) はウガンダ西部、ブニョロ南部の県。ムウィタンジゲ（アルバート湖）の南東、カフ川の南に位置し、1894年にブニョロからブガンダに奪われたムベンデ地方の北西部にあたり、1900年には西にブガヤ郡と東にブガンガイジ郡が置かれ、1905年にはムベンデ県の一部となった。1964年の住民投票の結果、2つの郡はブニョロに返還された。1975年にブヤガ郡の南部がブヤンジャ郡に分割された。1991年にホイマ県から3郡がキバレ県として分割された。面積は 4,081km² で、ブヤガ郡にカガディTCを含め9、ブヤンジャ郡にキバレTCを含め5、ブガンガイジ郡に6の計20副郡と82教区に931の村がある。2002年の国勢調査人口は 413,353人。知事に相当する第5地域議会 (LC5) 議長はナミャカ・ジョージ・ウィリアム。

## 隣接する県
北東にキボガ県、南にトロ王国のキエンジョジョ県、南西にカバロレ県、西にブンディブギョ県と接する。西部にホイマとキエンジョジョを結ぶ幹線道が通る。